# Alumbrado de gas
El alumbrado de gas es una tecnología utilizada para producir luz a partir de un combustible gaseoso como por ejemplo el hidrógeno, el metano, el propano, el butano, el acetileno o el etileno.
Antes de la electricidad el alumbrado de gas se convirtió en un sistema bastante extendido y económico para permitir el uso público en general. El alumbrado a gas fue el medio más popular de iluminación en las ciudades y barrios desde principios de los años 1800. Al principio, las farolas de gas tenían que ser encendidas a mano, pero al cabo de unos años las farolas se pudieron encender por sí mismas.
La luz de gas hoy en día se suele utilizar solamente para acampar, donde la alta densidad de energía de un combustible de hidrocarburos, en combinación con la naturaleza modular de los contenedores, permite producir luz brillante y de larga duración de forma barata y sin complejos equipos.

## Inicios del alumbrado de gas

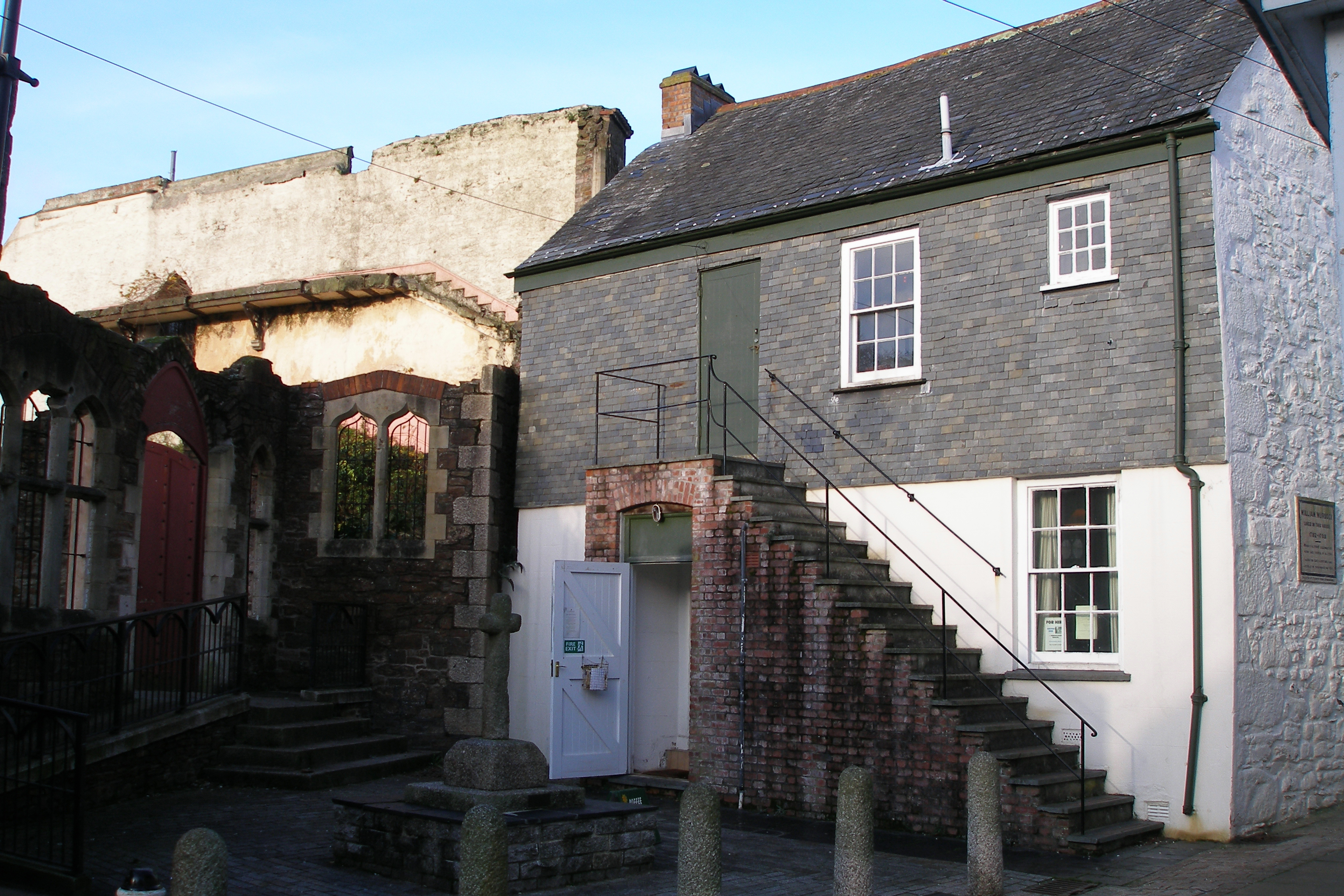
Murdoch House en Redruth, la primera casa que tuvo alumbrado de gas.

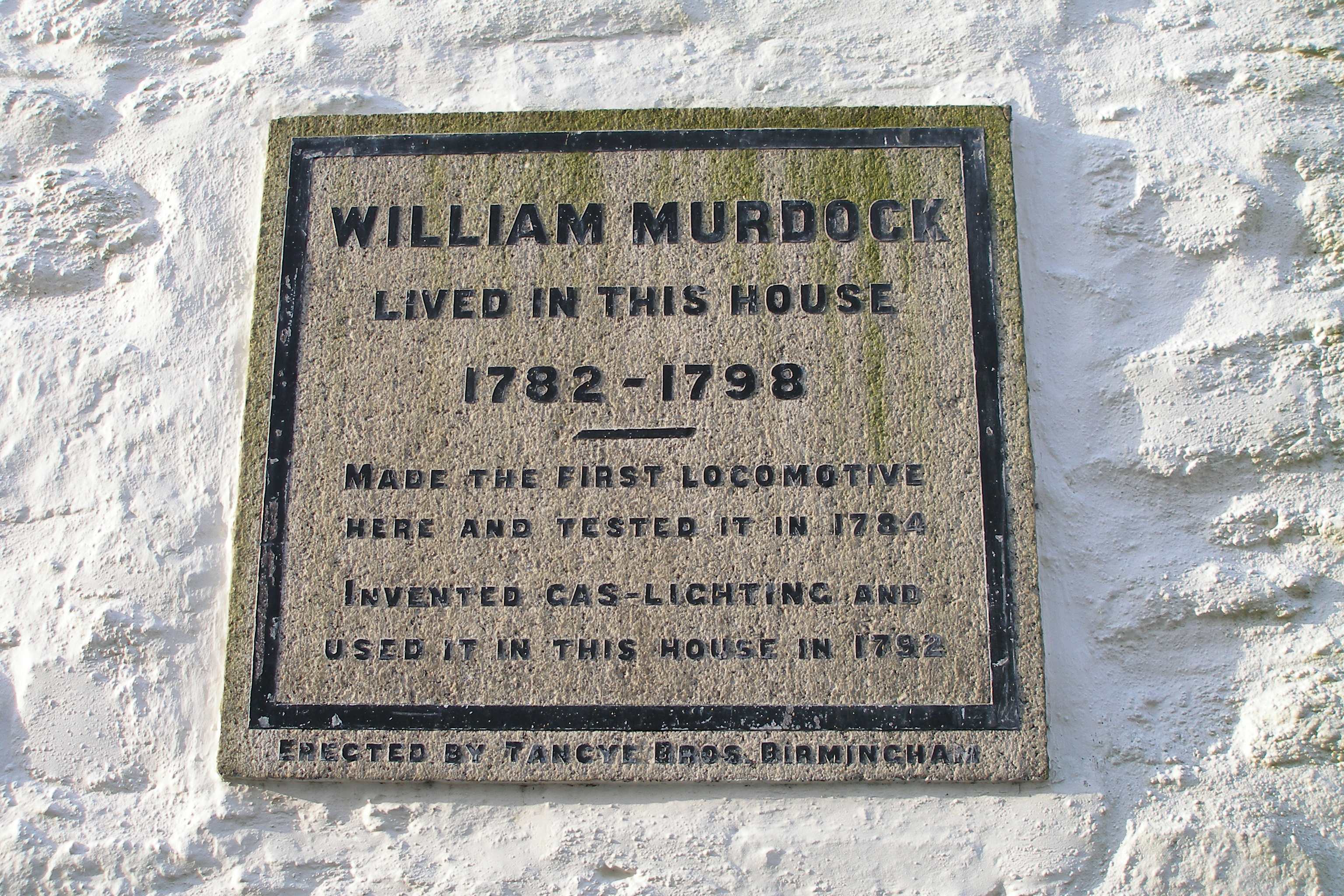
Placa en la pared de la Murdoch House.

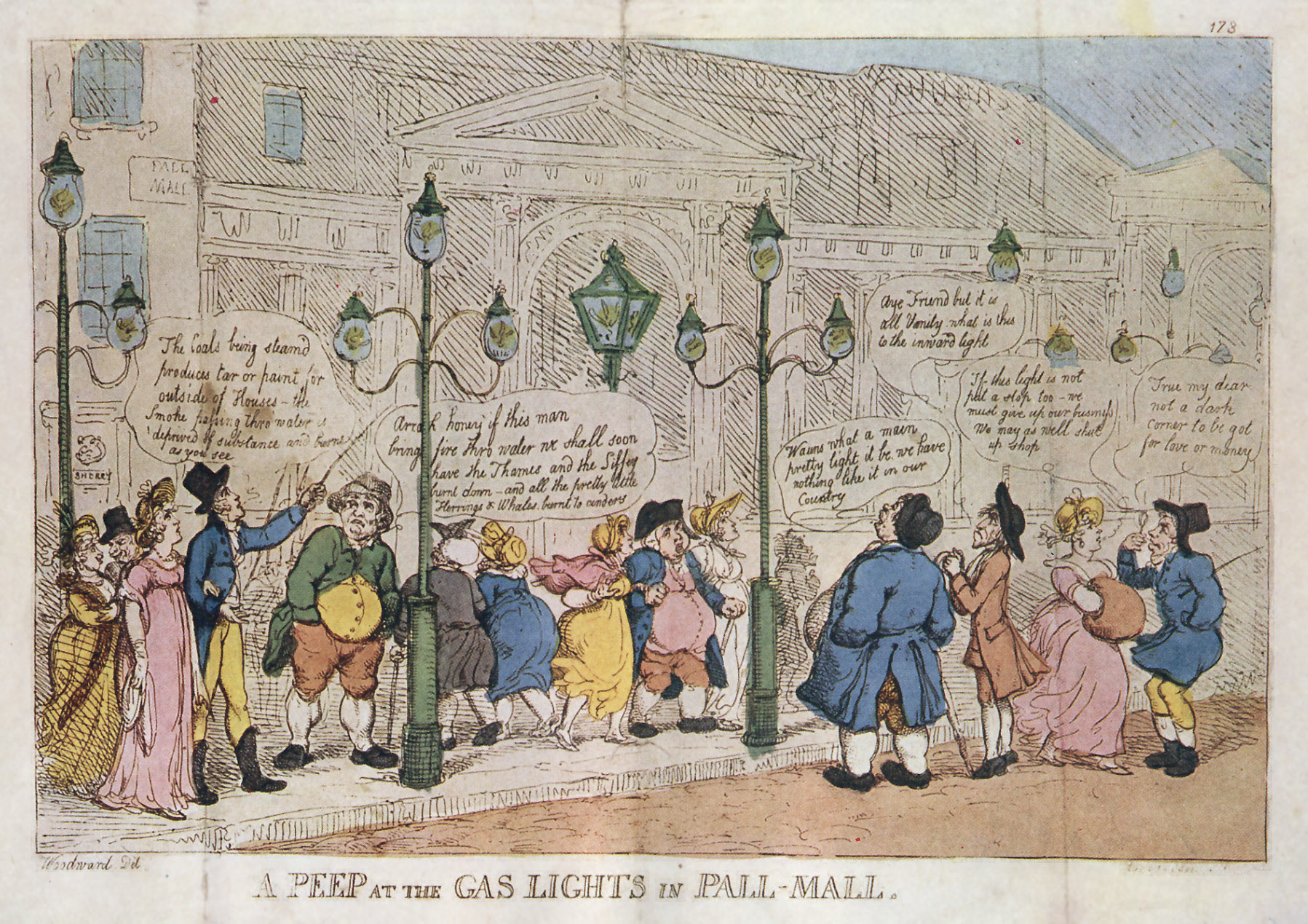
Los transeúntes se maravillan con la nueva iluminación de gas (Londres, 1809).

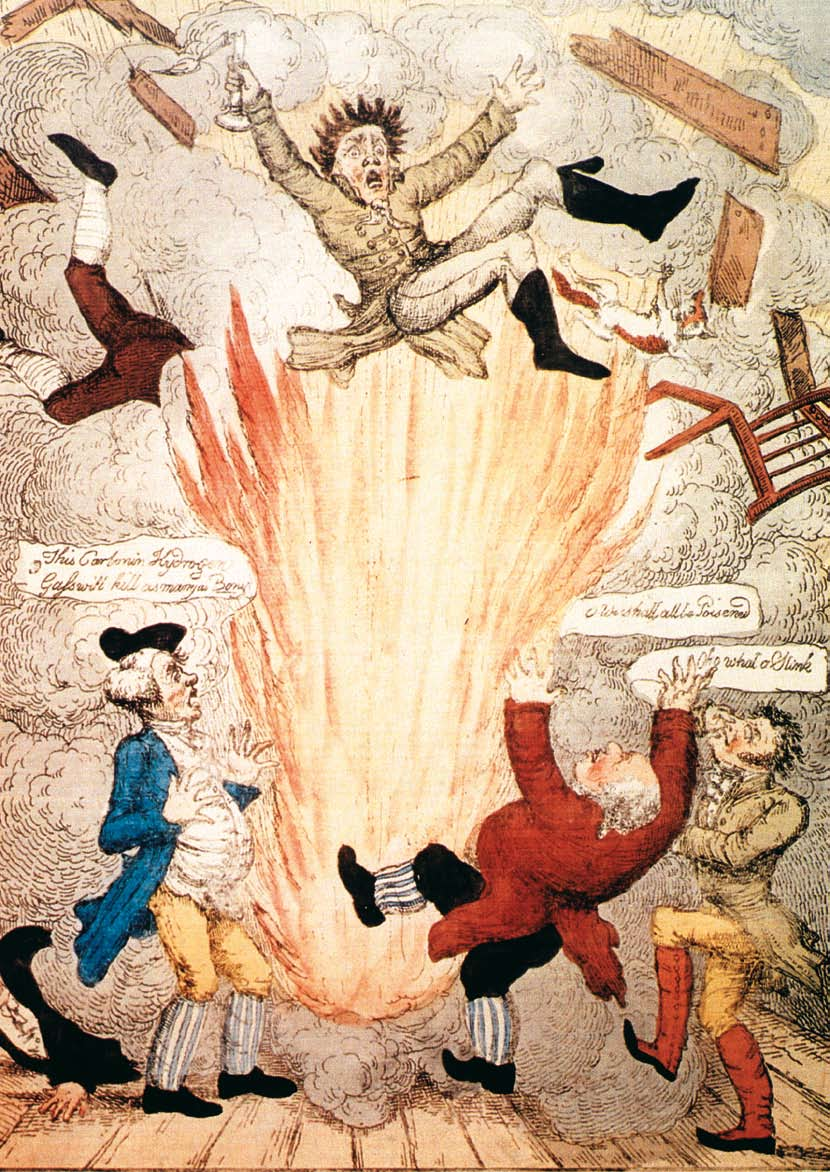
Cartel satírico que muestra los peligros de las primeras luces de gas (Londres, 1813).

William Murdoch (a veces escrito 'Murdock') fue el primero en explotar la inflamabilidad del gas para su aplicación práctica en el alumbrado. Trabajaba entonces para Matthew Boulton y James Watt en su fundición Soho Foundry para motores de vapor en Birmingham, Inglaterra. A comienzos de la década de 1790, mientras supervisaba la utilización de máquinas de vapor de su empresa en la minería del carbón en Cornualles, Murdoch comenzó a experimentar con diferentes tipos de gas, concluyendo que el gas del carbón era el más eficaz. Primero iluminó su propia casa en Redruth, Cornualles, en 1792. En 1798, usó gas para iluminar el edificio principal de la Soho Foundry y en 1802 iluminó el exterior en una muestra pública de iluminación con gas, sorprendiendo las luces a la población local. Uno de los empleados de la Soho Foundry, Samuel Clegg, vio el potencial de esta nueva forma de iluminación. Clegg dejó su trabajo para establecer su propio negocio de iluminación a gas, la Gas Lighting and Coke Company.
En 1799 Philippe Lebon patentó una "termolámpara" que utilizaba gas de destilación de la madera, y en 1801, usó luces de gas para iluminar su casa y jardines, y estaba considerando como iluminar todo París (en 1820, París aprobó el alumbrado público de gas). En 1804 el inventor alemán Friedrich Winzer (Frederick Albert Winsor) fue la primera persona en patentar el alumbrado de gas de carbón.
En 1804, el doctor Henry pronunció un ciclo de conferencias sobre Química, en Mánchester, en las que mostró la manera de producir gas de carbón, y habló de la facilidad y las ventajas de su uso. Henry analizó la composición e investigó las propiedades del gas hidrógeno carbonato. Sus experimentos fueron numerosos y precisos, realizados con una variedad de sustancias: obtuvo gas de la madera, de la turba, de los diferentes tipos de carbón, del aceite, de la cera, etc. y cuantificó la intensidad de la luz de cada fuente.
Josiah Pemberton, un inventor, había estado durante algún tiempo experimentando con la naturaleza del gas. Residente de Birmingham, su atención puede haber sido despertada por la muestra en Soho. Hacia 1806, expuso luces de gas en una variedad de formas y con gran brillo en el frente de su fábrica de Birmingham. En 1808 construyó un aparato, aplicable a diversos usos, realizado por Benjamin Cooke, un fabricante de tubos de latón, de juguetes dorados y otros artículos.
En 1808, Murdoch presentó en la Royal Society un artículo titulado «Account of the Application of Gas from Coal to Economical Purposes» [Informe de la aplicación del gas de carbón con fines económicos] en el que describía su aplicación con éxito del gas de carbón en la iluminación del amplio establecimiento de los señores Phillips y Lea. Por este trabajo fue galardonado con la medalla de oro Conde de Rumford. La exposición de Murdoch aclaró la ventaja comparativa del gas y las velas y contenía mucha información útil sobre los gastos de producción y gestión.
Aunque la historia es incierta, a David Melville se le ha acreditado por tener la primera casa y alumbrado público en los Estados Unidos, ya sea en 1805 o en 1806 en Newport, Rhode Island. El primer alumbrado público con gas bien acreditado fue el realizado por Frederick Albert Winsor en Pall Mall, Londres  el 28 de enero de 1807.
A medida que la iluminación artificial se hizo más común, crecía el deseo de que fuera fácilmente disponible para toda la población. Cuando las ciudades se convertían en lugares más seguros para transitar después de disponer en las calles lámparas de gas, se reducían las tasas de criminalidad. En 1809 se hizo ante el Parlamento la primera solicitud  para crear una empresa para acelerar el proceso, pero no fue aprobada. En 1810, sin embargo, la solicitud fue renovada por las mismas partes, y aunque algunos miembros de la oposición encontraban considerables los gastos a realizar, el proyecto de ley  fue aprobado, pero no sin grandes alteraciones. En 1812, el Parlamento otorgó una concesión garantizada a la Gas Light and Coke Company de Londres y Westminster, la primera empresa de gas del mundo. Menos de dos años después, el 31 de diciembre de 1813, el puente de Westminster estaba iluminado por gas.
En 1816, Samuel Clegg obtuvo la patente para su retorta rotativa horizontal, su aparato para purificar el gas de carbón con crema de lima, y para su medidor de gas rotativo y auto-gobernado.

## Alumbrado a gas en varios países

### España
En 1842 empieza la construcción, en el barrio de La Barceloneta, de Barcelona, de la primera fábrica de gas manufacturado de España, que utiliza el carbón como materia prima. Se inauguran las primeras farolas del alumbrado público mediante gas en la Ciudad Condal. (Véase también Naturgy).

### Perú
1855: En este año se culminó la instalación del alumbrado a gas la ciudad de Lima bajo presidencia de Ramón Castilla, siendo esta la primera ciudad de Sudamérica en tener tal iluminación.[cita requerida]

### Chile
1856
En la ciudad de Valparaíso se instalaron 700 faroles de alumbrado público.

### Argentina
1858: comienza a utilizarse el gas de coque como combustible para el alumbrado público de la ciudad de Buenos Aires. Las empresas de gas eran inglesas, igual que el carbón usado en el proceso. Por esas razones solo llegó a haber redes de gas en tres ciudades portuarias, y su precio lo hizo accesible solo a un sector limitado de la población.

### El Salvador
En la noche del 13 de noviembre de 1862 se estrenó en la ciudad capital San Salvador el alumbrado a gas en faroles de reverbero traídos de Nueva York por encargo del presidente Gerardo Barrios, reemplazando el alumbrado con manteca establecido en la misma ciudad desde el año 1844.